# Leslie Cliff (Eiskunstläufer)
Leslie Cliff (* 5. Juni 1908 in Naas, Irland; † 2. August 1969 in Saint Brélade, Jersey) war ein britischer Eiskunstläufer, der im Paarlauf startete.

## Leben
Cliff trat im Paarlauf gemeinsam mit seiner Ehefrau Violet Cliff an. Im Zeitraum von 1933 bis 1937 nahmen sie an vier Europameisterschaften teil. Ihre einzige Medaille errangen sie dabei 1936 in Berlin, als sie Vize-Europameister hinter Maxi Herber und Ernst Baier wurden.
Von 1936 bis 1939 nahmen die Cliffs an allen Weltmeisterschaften teil. 1936 in Paris und 1937 in London gewannen sie die Bronzemedaille hinter Herber und Baier und den Österreichern Ilse und Erik Pausin.
Bei ihren einzigen Olympischen Spielen belegten sie 1936 in Garmisch-Partenkirchen den siebten Platz.

## Ergebnisse

### Paarlauf
(mit Violet Cliff)
| Wettbewerb / Jahr       | 1933 | 1934 | 1935 | 1936 | 1937 | 1938 | 1939 |
| ----------------------- | ---- | ---- | ---- | ---- | ---- | ---- | ---- |
| Olympische Winterspiele |      |      |      | 7.   |      |      |      |
| Weltmeisterschaften     |      |      |      | 3.   | 3.   | 4.   | 5.   |
| Europameisterschaften   | 4.   |      | 7.   | 2.   | 4.   |      |      |